# Robert Ogleby
Robert Charles Ogleby (ciudad, Provincia, País, 5 de enero de 1992), futbolista galés, de origen inglés. Juega de delantero y su actual equipo es el Wrexham FC de Gales. 

## Selección nacional
Ha sido internacional con la Selección de fútbol de Gales Sub-21.

## Clubes
| Club         | País    | Año       |
| ------------ | ------- | --------- |
| East Fife FC | Escocia | 2011-2012 |
| Wrexham FC   | Gales   | 2012-     |